# Diga di Honna
La diga di Honna (本名ダム?, Honna damu) è una diga a gravità sul fiume Tadami a Kaneyama, nella prefettura di Fukushima, in Giappone. Fu costruita tra il 1952 e il 1954 per la produzione di energia idroelettrica. Alimenta una centrale idroelettrica da 78 MW.